# Грънди (окръг, Тенеси)
Окръг Грънди (на английски: Grundy County) е окръг в щата Тенеси, Съединени американски щати. Площта му е 935 km², а населението – 13 529 души (1 април 2020). Административен център е град Алтамонт.